# Buick Skylark
Buick Skylark – samochód osobowy klasy wyższej, a następnie klasy średniej produkowany pod amerykańską marką Buick w latach 1964 – 1998.

## Początek nazwy
Nazwa Skylark (skowronek) została po raz pierwszy użyta w 1953 roku modelowym jako dodatkowe określenie luksusowego bardziej sportowego obniżonego dwudrzwiowego sześciomiejscowego kabrioletu model 76C serii Buick Roadmaster, wprowadzonego na 50-lecie marki jako jej sztandarowy – najdroższy model. Napęd stanowił silnik V8 o pojemności 322 cali sześciennych (5,3 l) i mocy 188 KM, z automatyczną skrzynią biegów. Rozstaw osi wynosił 121,5 cala (309 cm). Roadmaster Skylark miał w standardzie bogate wyposażenie fabryczne i kosztował 5000 dolarów. Samochód zadebiutował w grudniu 1952 roku, a wyprodukowano ich 1690. Konkurował z takimi samochodami, jak Cadillac Eldorado i Packard Caribbean.
W styczniu 1954 roku model Skylark został oparty na nowej generacji samochodów Buicka. Zbudowano go jednak na podwoziu o rozstawie osi 122 cale (310 cm) – krótszym od zwykłego modelu Roadmaster. Przez to, otrzymał unikalny numer modelu: 100. Moc silnika 5,3 l zwiększono w nim do 200 KM. Cena wynosiła 4483 dolary, a powstało ich tylko 836. Z końcem tego roku zaprzestano produkcji luksusowego modelu Roadmaster Skylark.

## Pierwsza generacja

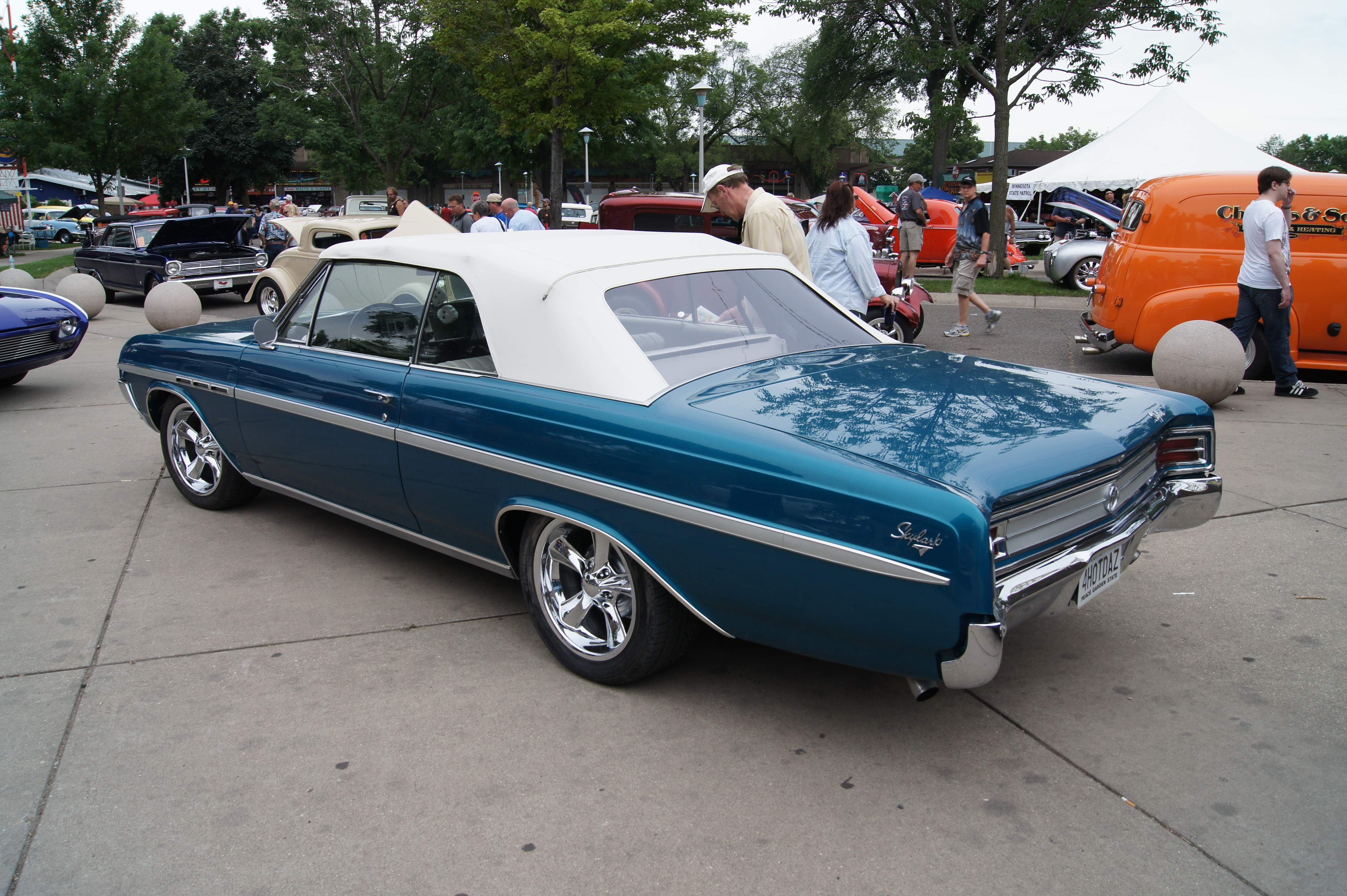
Buick Skylark I - tył

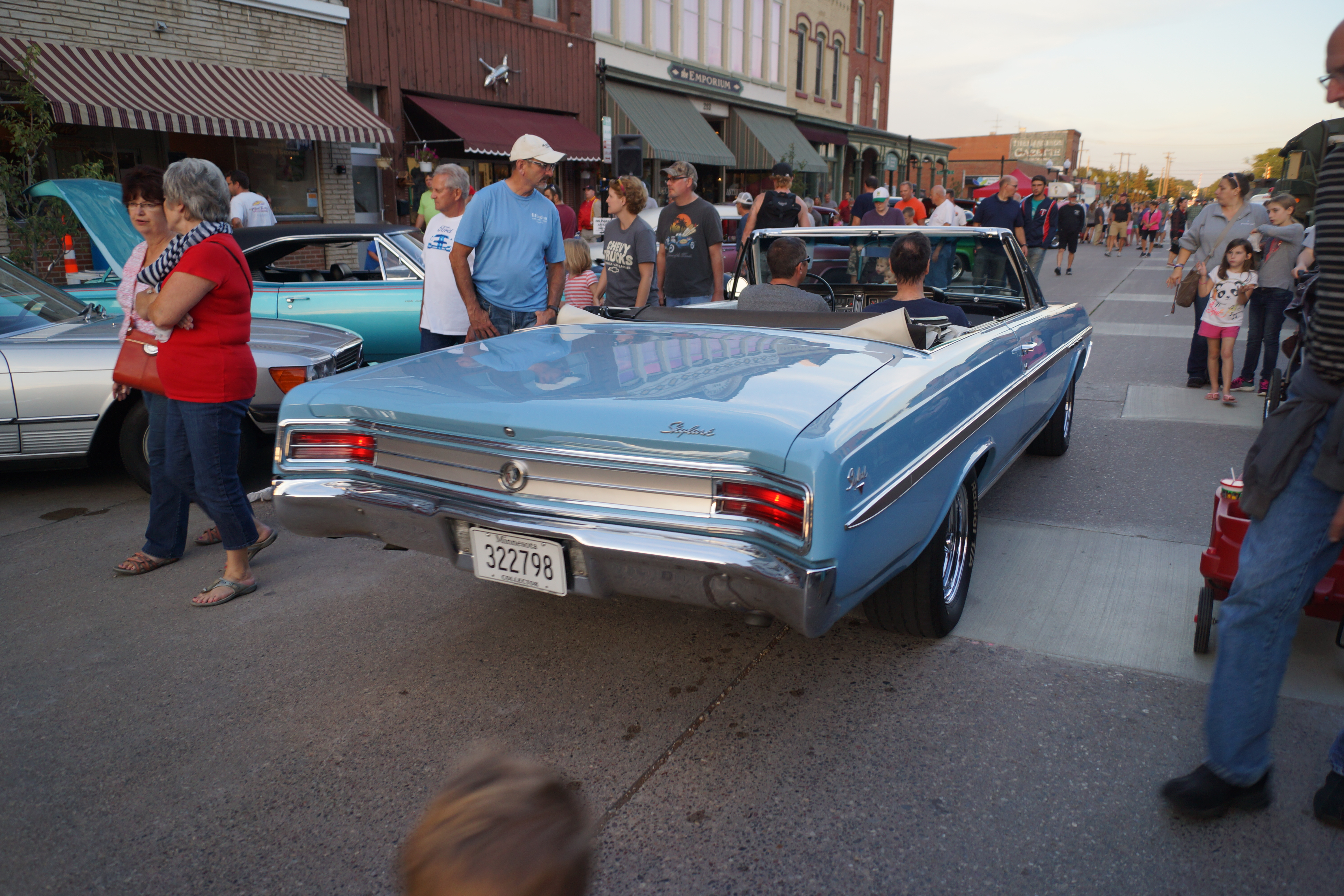
Buick Skylark I Cabriolet

Buick Skylark I został zaprezentowany po raz pierwszy w 1964 roku.
W 1964 roku Buick podjął decyzje o poszerzeniu swojej oferty o nowy model, który stanowił mniejszą i tańszą alternatywę dla topowych modeli takich jak Century czy Limited. Skylark pierwszej generacji powstał na platformie A-body, na której zbudowano także inne duże limuzyny pokrewnych marek General Motors. Charakterystycznym elementem stylistyki Skylarka był podłużny tył i masywna, szeroka karoseria. Produkcja tego wcielenia trwała 4 lata.

### Gran Sport
Na bazie pierwszej generacji Buicka Skylark producent zbudował pierwszego w historii muscle cara, który zyskał nazwę Gran Sport. Pomimo technicznego pokrewieństwa, samochód zyskał oddzielny wygląd i pozycjonowanie w ówczesnej ofercie Buicka.

### Silniki
- L6 4.1l
- V6 3.7l
- V8 4.9l
- V8 5.6l
- V8 5.7l
- V8 6.6l

## Druga generacja

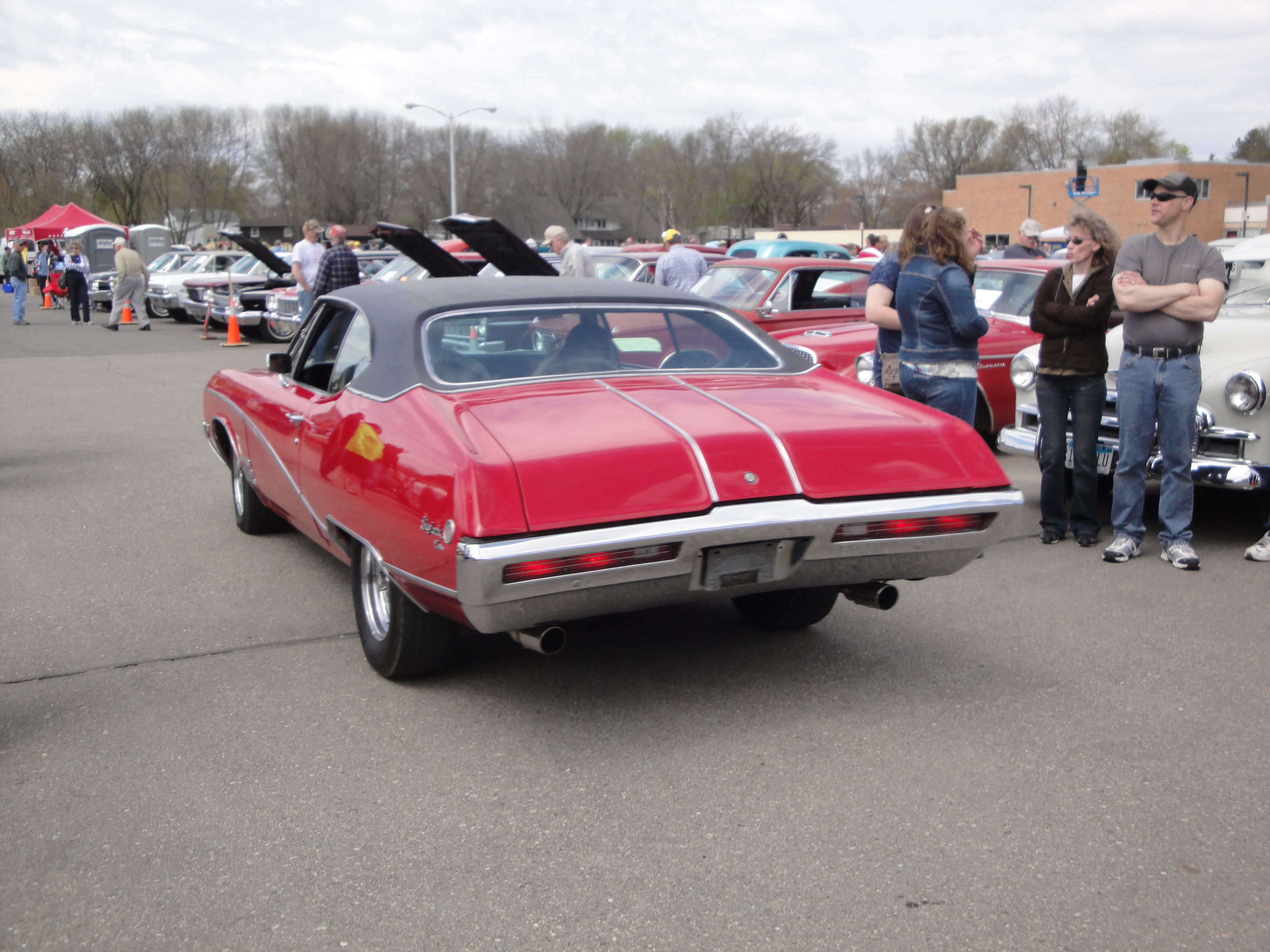
Buick Skylark II - tył

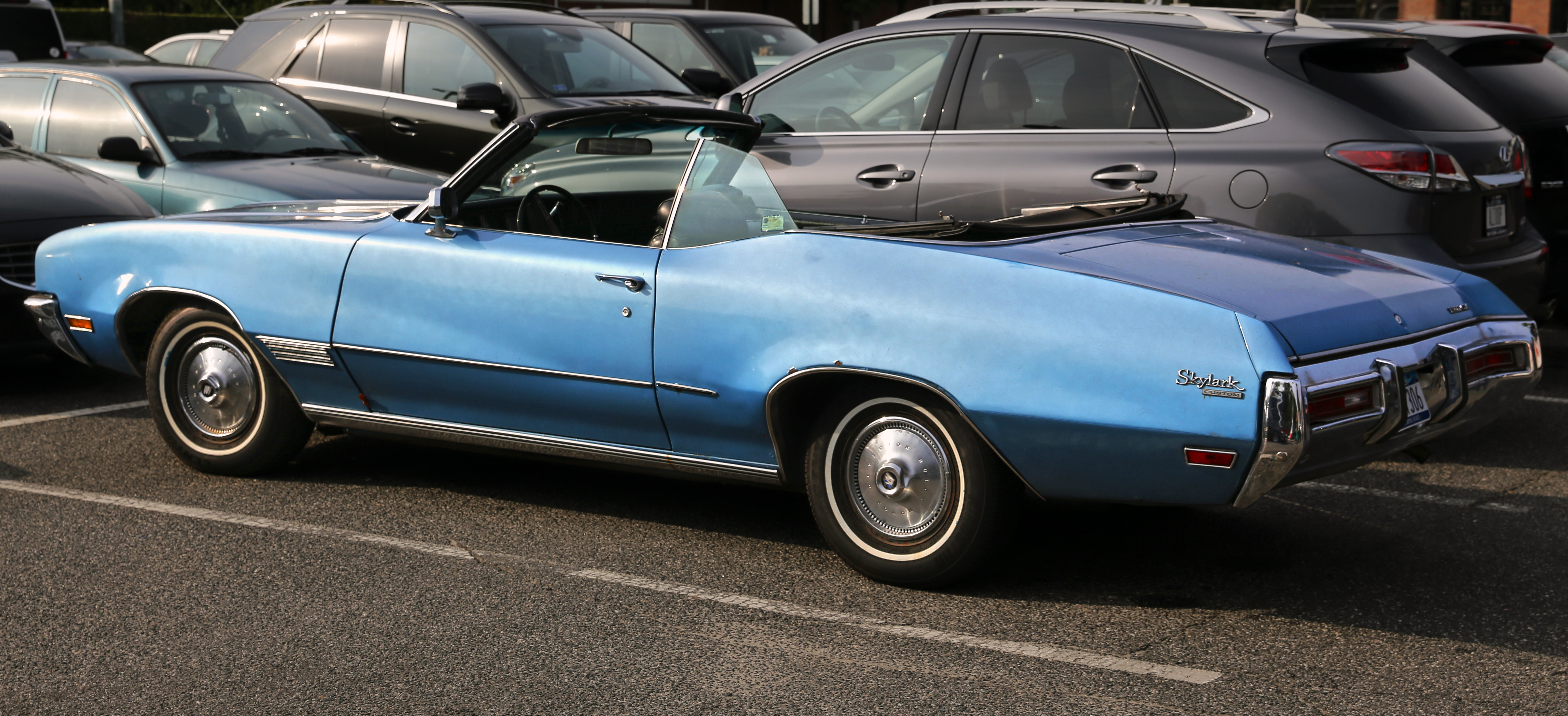
Buick Skylark II Cabriolet

Buick Skylark II został zaprezentowany po raz pierwszy w 1968 roku.
Drugie wcielenie Buicka Skylark zostało zaprezentowane pod koniec lat 60. XX wieku, opierając się na zmodernizowanej platformie A-body opracowanej przez konstruktorów General Motors. Na tej samej architekturze oparto m.in. modele Chevroleta, Oldsmobile i Pontiaka opracowane w tym samym czasie. W porównaniu do poprzednika, Buick Skylark II stał się większy i masywniejszy przy zarazem okrojonej gamie silnikowej. Oferta nadwoziowa ponownie składała się z trzech wariantów.

### Silniki
- L6 4.1l
- V8 5.7l
- V8 6.6l
- V8 7.4l

## Trzecia generacja

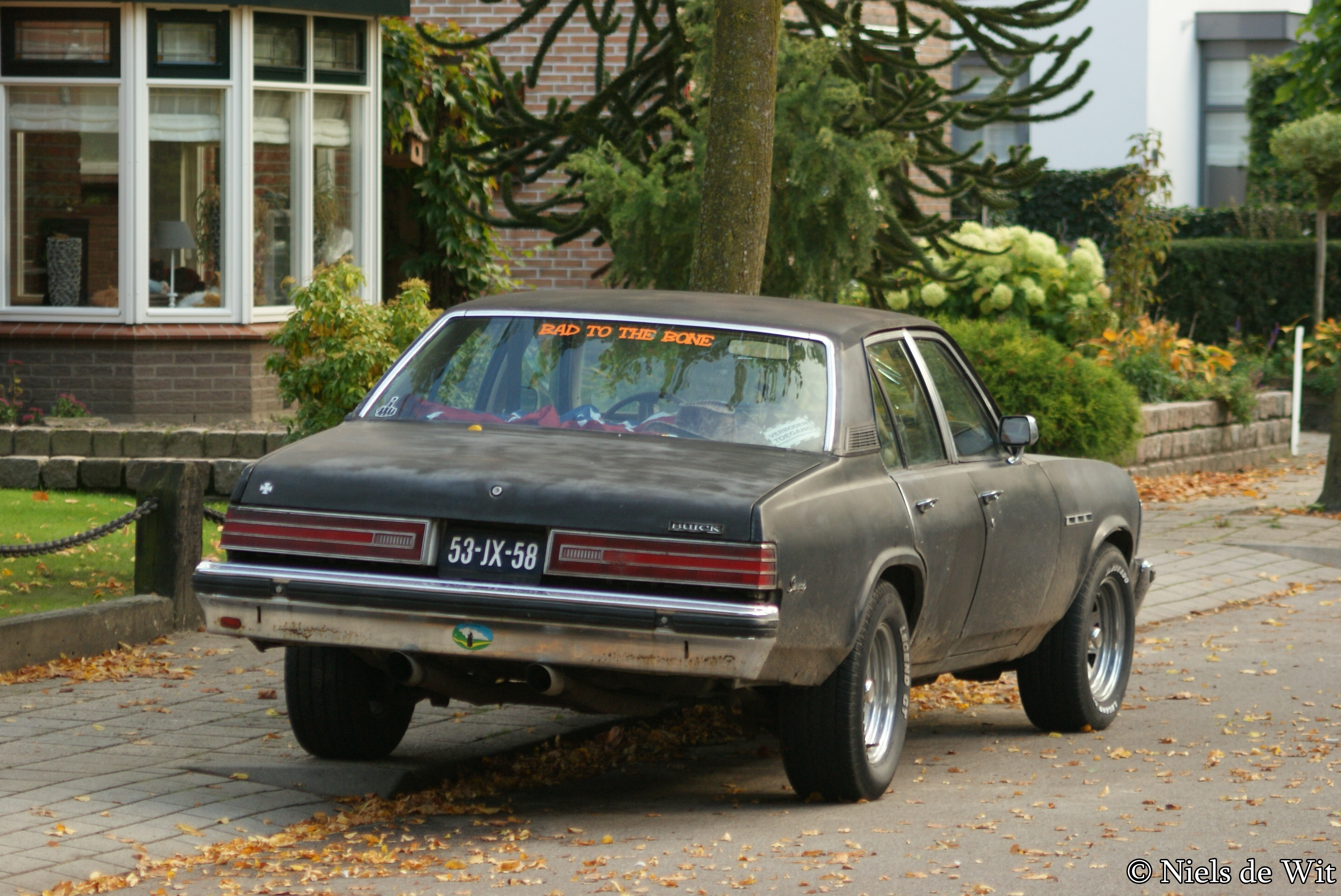
Buick Skylark III - tył

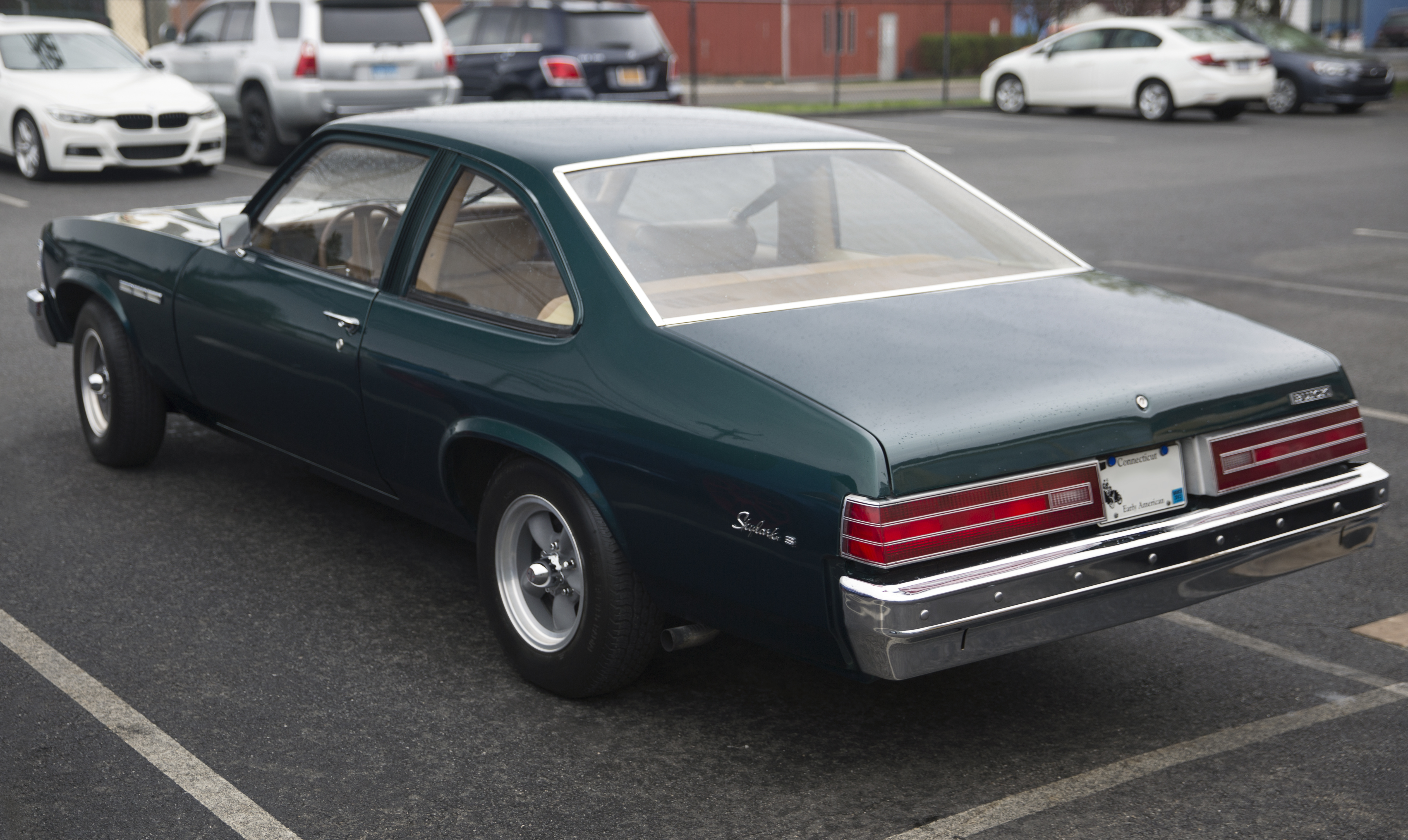
Buick Skylark III Coupe

Buick Skylark III został zaprezentowany po raz pierwszy w 1975 roku.
Pod 2 latach produkcji modelu Apollo przedstawionego w 1973 roku, Buick zdecydował się wraz z gruntowną modernizacją nadwozia przeprowadzoną w 1975 roku, zmienić jego nazwę. W ten sposób przywrócono do użytku emblemat Skylark, tworząc trzecią generację tej linii modelowej tworzonej do 1972 roku przez większe modele.
Skylark III został oparty na nowej platformie General Motors o nazwie X-body, na której zbudowano również bliźniacze konstrukcje Oldsmobile Omega oraz Pontiac Ventura.

### Silniki
- V6 3.8l
- V8 4.3l
- V8 5.0l
- V8 5.0l
- V8 5.7l

## Czwarta generacja

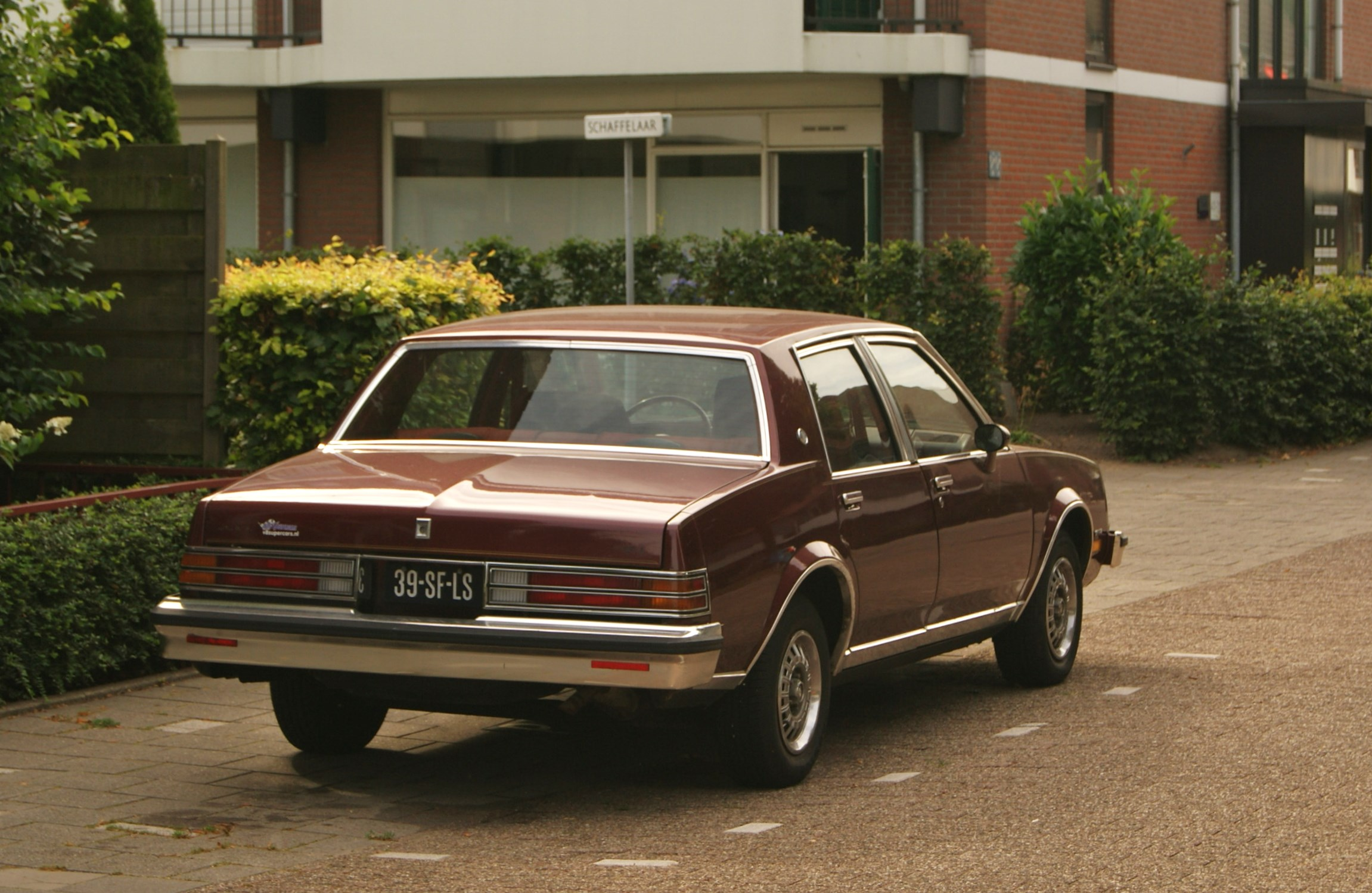
Buick Skylark IV - tył

Buick Skylark IV został zaprezentowany po raz pierwszy w 1979 roku.
Czwarte wcielenie Buicka Skylark zostało przedstawione w 1979 roku, opierając się na zmodernizowanej platformie X-body opracowanej wspólnie przy udziale Chevroleta, Oldsmobile i Pontiaka. Samochód stał się wyraźnie mniejszy, tracąc przede wszystkim na długości nadwozia. Skylark IV zyskał gruntownie przemodelowaną sylwetkę, z bardziej kanciastym nadwoziem i charakterystyczną tylną szybą położoną pod niewielkim kątem. Na tle bliźniaczych konstrukcji zbudowanych w ramach General Motors, Buick Skylark IV wyróżniał się dużą liczbą chromowanych ozdobników. Oferta nadwoziowa składała się tym razem już tylko z dwóch wariantów nadwoziowych.

### Silniki
- L4 2.5l LR8
- V6 2.8l LE2
- V6 2.8l LH7

## Piąta generacja

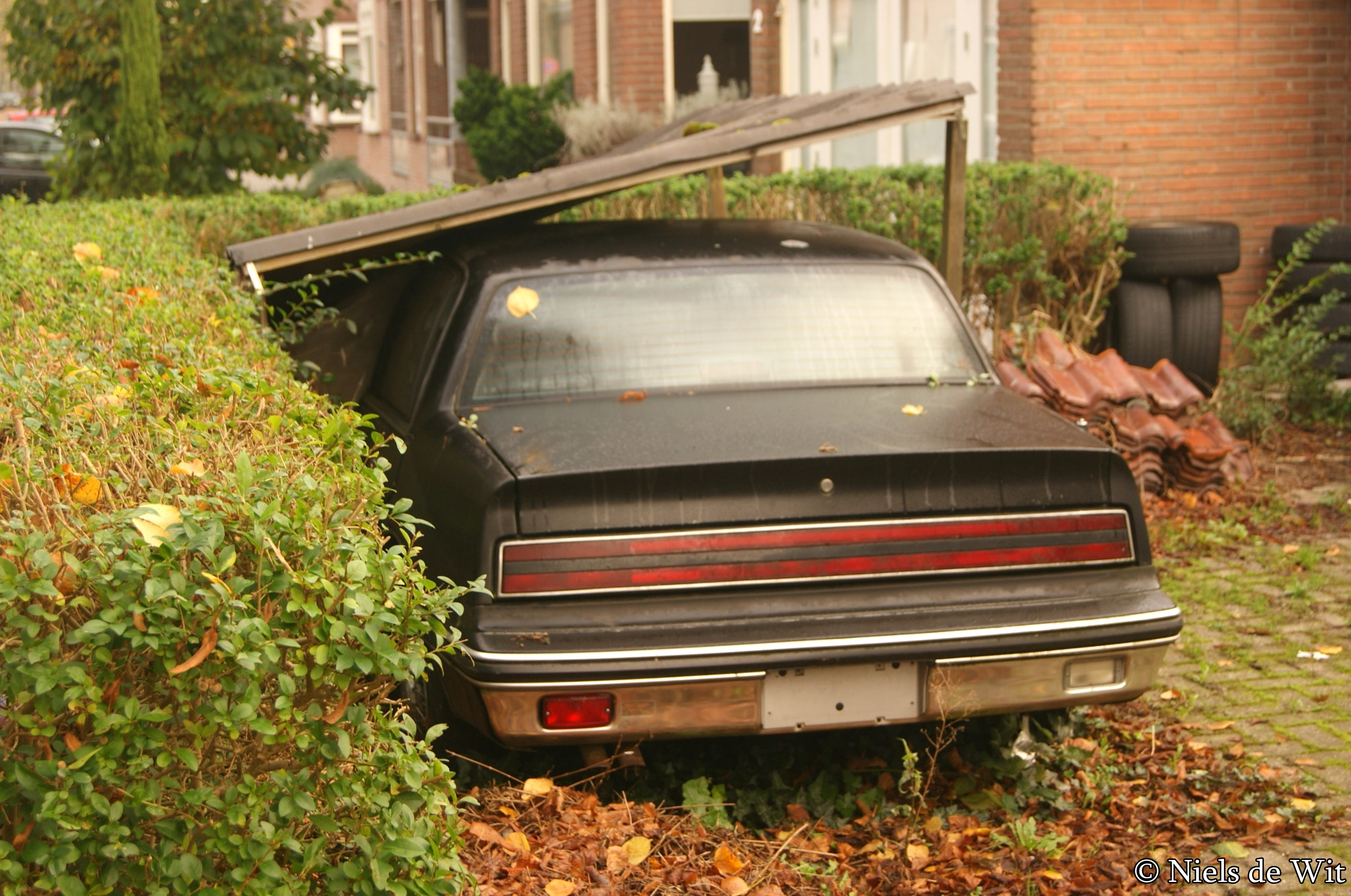
Buick Skylark V - tył

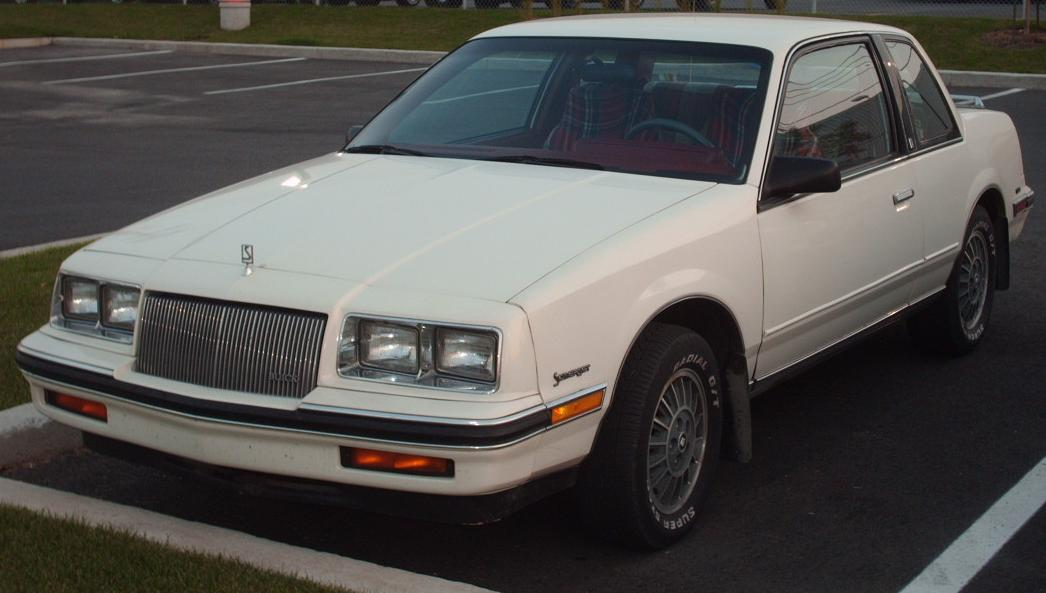
Buick Somerset

Buick Skylark V został zaprezentowany po raz pierwszy w 1985 roku.
Buick Skylark piątej generacji zadebiutował w połowie lat 80. XX wieku, powstając na zupełnie nowej platformie N-body, na której w ramach koncernu General Motors oparto także bliźniacze Oldsmobile Cutlass Calais i Pontiaka Grand Am. Samochód przeszedł ewolucyjny kierunek zmian, zachowując charakterystyczną kanciastą sylwetkę z pionowym położeniem tylnej szyby. Jednocześnie nadwozie się nieznacznie zaokrągliło, nawiązując do przedstawionego w podobnym czasie modelu Century.

### Somerset
Prezentując piątą generację Buicka Skylark, producent podjął decyzję o nadaniu odmianie coupe nowej nazwy – Buick Somerset. Poza innym emblematem i brakiem jednej pary drzwi, samochód odróżniał się przestylizowanymi reflektorami oraz zderzakami. Pod taką nazwą produkowano go do 1987 roku, po czym odmiana coupe została ponownie włączona do oferty modelu Skylark.

### Silniki
- L4 2.3l LD2
- L4 2.5l L68
- V6 3.0l LN7
- V6 3.3l LG7

## Szósta generacja

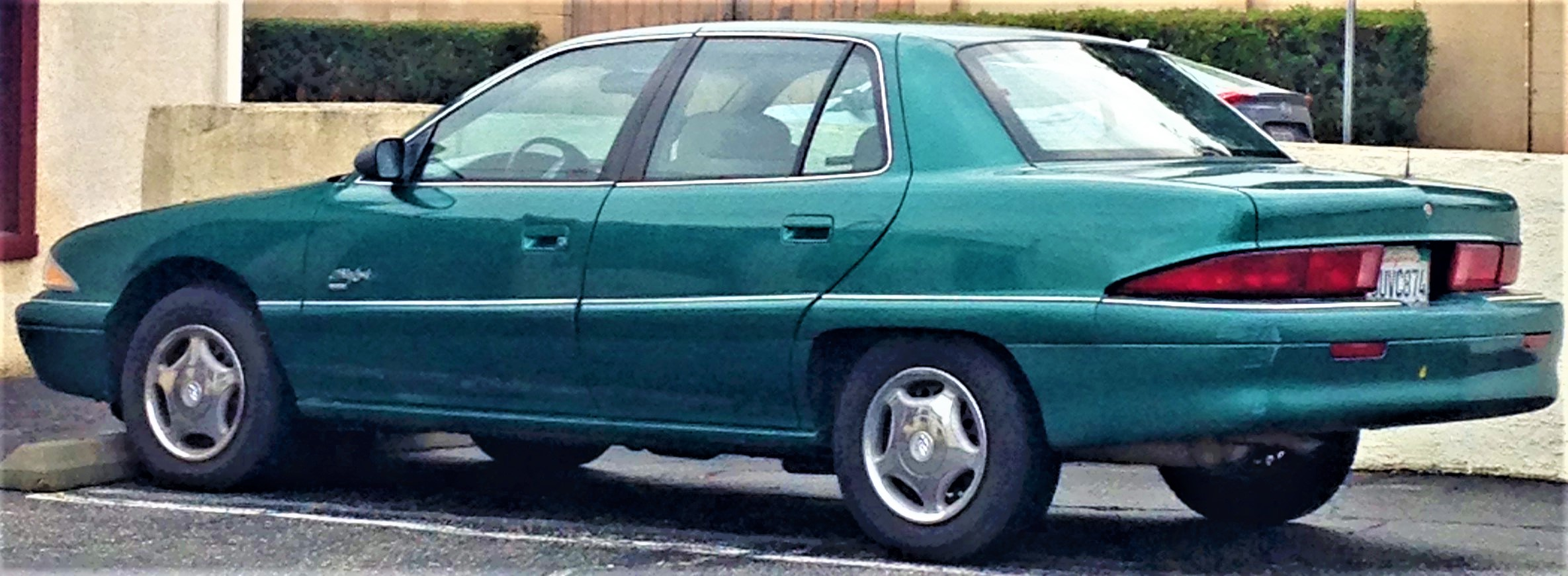
Buick Skylark VI - tył

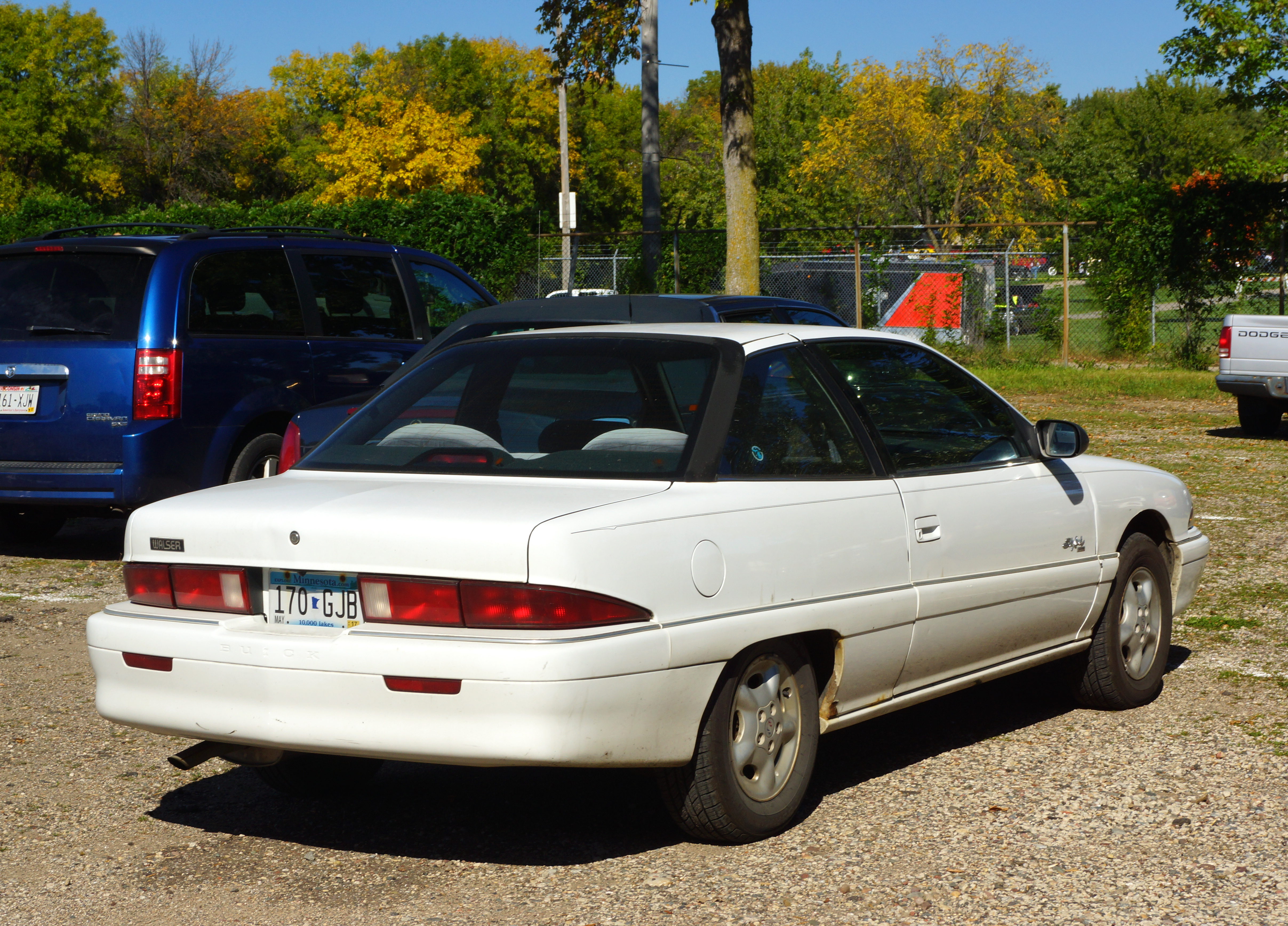
Buick Skylark VI Coupe

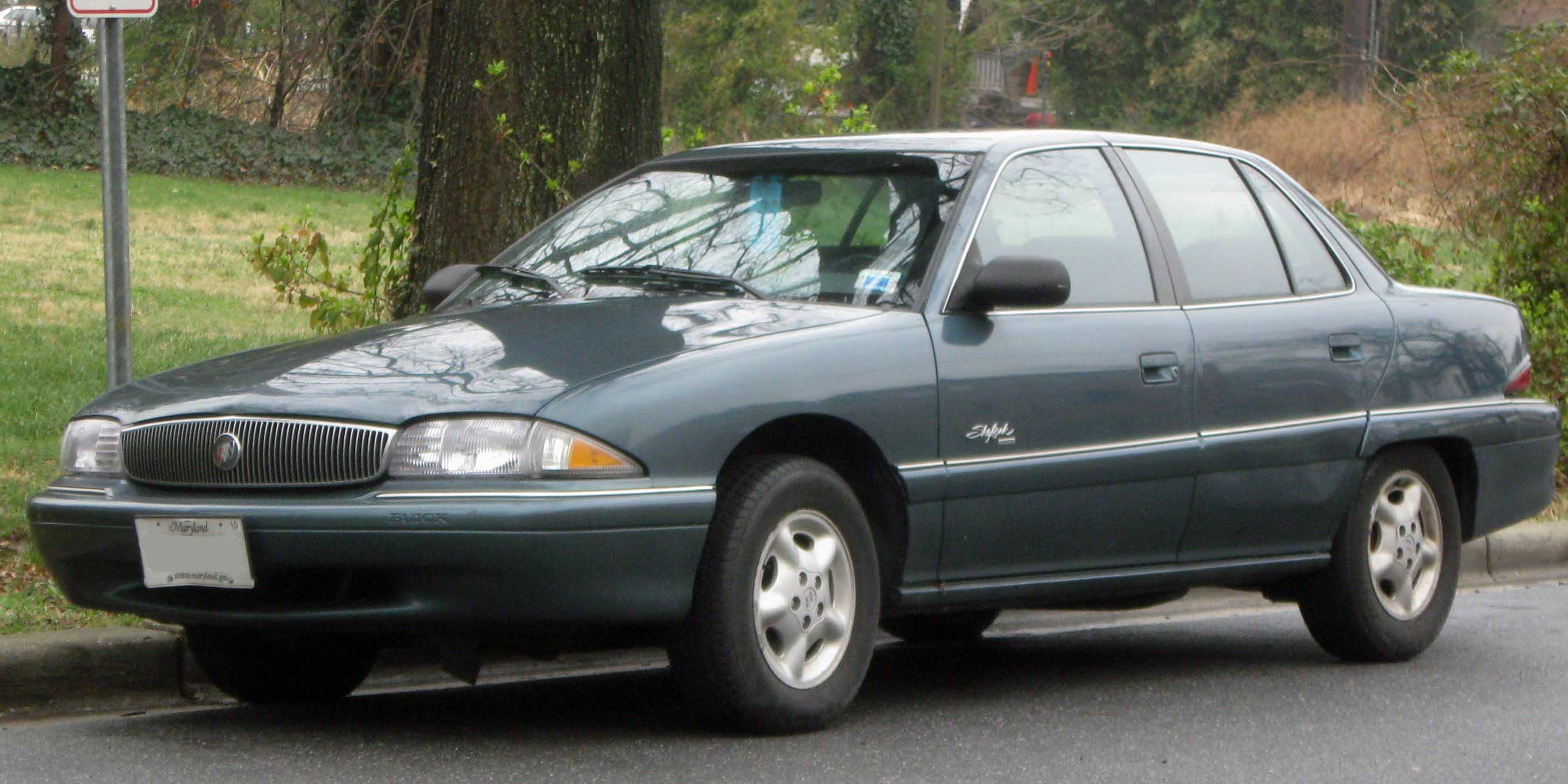
Buick Skylark VI po liftingu

Buick Skylark VI został zaprezentowany po raz pierwszy w 1992 roku.
Szósta i ostatnia generacja Buicka Skylark została zaprezentowana w 1992 roku, przechodząc w stosunku do poprzednika gruntowną metamorfozę. Samochód oparto na nowej generacji platformy N-body, którą ponownie opracowywano wspólnie z Oldsmobile i Pontiakiem w ramach koncernu General Motors. Skylark VI zyskał awangardowy i nietypowy wygląd, wyróżniając się szpiczastym wybrzuszeniem w przedniej części nadwozia, a także prosto poprowadzonym tylnym nadkolem i podłużnymi tylnymi lampami. Oferta ponownie składała się z dwóch wariantów nadwoziowych.

### Lifting
W 1996 roku Buick przeprowadził gruntowną modernizację Skylarka VI, w ramach której samochód zyskał zupełnie nowy pas przedni. Zniknęło kontrowersyjne, trójkątne wybrzuszenie na rzecz wygładzonych linii, innych reflektorów i przestylizowanej atrapy chłodnicy.

### Koniec produkcji
W 1998 roku Buick podjął decyzję o zakończeniu produkcji Skylarka bez przewidzianego bezpośredniego następcy, porzucając ten emblemat po 34 latach produkcji. Miejsce w klasie średniej wypełnił model Regal.

### Silniki
- L4 2.3l L40
- L4 2.3l LD2
- V6 2.4l LD9
- V6 3.1l L82
- V6 3.3l LG7